# U-47
Unterseeboot 47 (U-47) foi um submarino da classe Tipo VIIB da Kriegsmarine (Marinha de Guerra da Alemanha). O u-boot ficou famoso na história da Segunda Guerra Mundial por seu ousado ataque a navios da base naval britânica localizada em Scapa Flow na Escócia no começo da guerra e por seu posterior desaparecimento no Atlântico Norte.
Após 238 dias de missões no mar, em que participou de dez patrulhas de combate, afundando trinta navios mercantes inimigos e avariando outros oito, o U-47 desapareceu no Oceano Atlântico em 7 de março de 1941, levando com ele toda sua tripulação de 45 homens. Em princípio, supôs-se que ele havia sido afundado por um contra-torpedeiro a oeste da Irlanda, sendo depois confirmado que se tratava de outro submarino, o U-A. Várias possibilidades já foram levantadas através dos anos, as mais plausíveis sendo um encontro submerso com uma mina, falha mecânica, uma explosão interna de seus próprios torpedos ou ter sido afundado num combate ocorrido na época entre duas corvetas britânicas e um submarino não identificado, mas do qual não foi relatada nenhuma confirmação do afundamento inimigo por parte dos capitães das corvetas envolvidas.

## Características

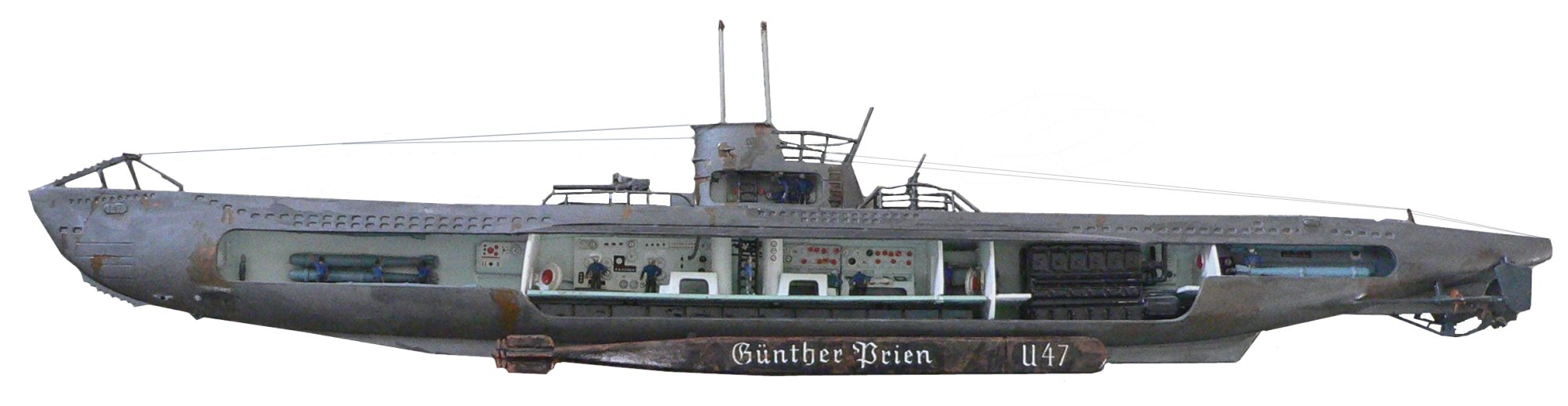
U-boot de Günther Prien utilizado no ataque a base de Scapa Flow (modelo).

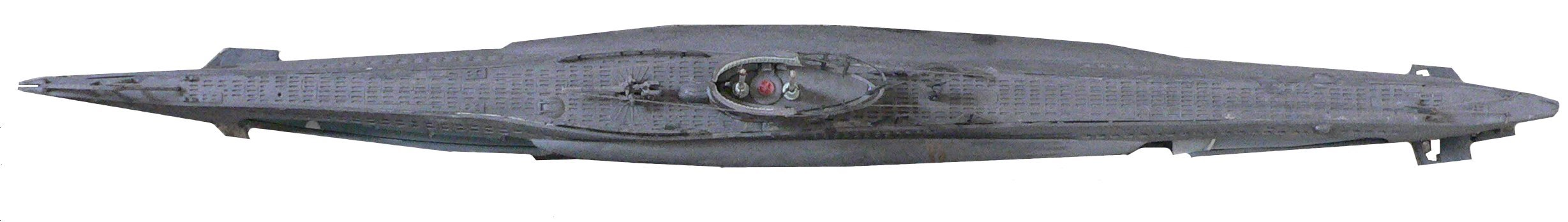
U-47 (modelo).

O U-47 pesava 865 toneladas e era propulsionado por dois motores elétricos e dois movidos a diesel. Seus tanques de combustível carregavam 33 toneladas de diesel. Alcançava uma velocidade de 17 nós (31 km/h) na superfície e 7,6 nós (14 km/h) quando submerso, tendo uma autonomia de 8 700 milhas / 10 nós. O barco possuía leme duplo proporcionando maior agilidade nas manobras. O submarino submergia em apenas 30 segundos  Seu armamento consistia de cinco tubos de torpedos, quatro na proa e um na popa. Sua capacidade máxima de municiamento era de 14 torpedos. No deck estava instalado um canhão de 88 mm e uma metralhadora antiaérea de 20 mm. 

## Linha de comando
O u-boot U-47 teve um único comandante.

| Comandante           | Período                                     |
| -------------------- | ------------------------------------------- |
| Kptlt. Günther Prien | 17 de dezembro de 1938 - 7 de março de 1941 |

Kptlt. (Kapitänleutnant) - Capitão-tenente
O submarino em todo o seu tempo de operação esteve subordinado a 7. Unterseebootsflottille.
| Período                                       | Flotilha                                     | Situação operacional | Base |
| --------------------------------------------- | -------------------------------------------- | -------------------- | ---- |
| 17 de dezembro de 1938 - 31 de agosto de 1939 | 7. Unterseebootsflottille (Flotilha Wegener) | KB                   | Kiel |
| 1 de setembro de 1939 - 14 de outubro de 1939 | 7. Unterseebootsflottille (Flotilha Wegener) | FB                   | Kiel |
| 1 de janeiro de 1940 - 7 de março de 1941     | 7. Unterseebootsflottille                    | FB                   | Kiel |

KB (Kampfboot) - u-boot comissionado e pronto para o combate 
FB (Frontboot) - submarino atuando na linha de frente 
A Flotilha Wegener recebeu esta como homenagem ao comandante de u-boot da Primeira Guerra Mundial, Kptlt Bernd Wegener.

### Ataque aScapa Flow

Mapa indicando o ataque ao HMS Royal Oak.

Em 14 de outubro de 1939, o U-47, sob o comando do KrvKpt. Günther Prien, passou através das defesas de maior base naval britânica, em Scapa Flow, Escócia. Afundou a tiros de torpedo o encouraçado HMS Royal Oak (08), ali ancorado, num feito que tornou o código do submarino conhecido em todo mundo e transformou em herói nacional da Alemanha seu capitão, condecorado pessoalmente por Adolf Hitler.
Sessenta e três anos mais tarde, em 2002, um dos torpedos que foram lançados fora do curso em Scapa Flow contra o HMS Royal Oak naquela noite de 1939 e que não explodiu, subiu à superfície do mar  sem a sua cabeça com o detonador, e foi avistado por marinheiros de um petroleiro norueguês ancorado no local. Uma equipe de sapadores da Marinha Real resgatou o torpedo que boiava ao sabor das ondas e, após identificá-lo como sendo do U-47, detonou-o longe da costa.

### Navios atacados peloU-47
- 30 navios afundados num total de 162 769 GRT
- 8 navio danificados num total de 62 751 GRT
- 1 navio navio de guerra num total de 29 150 GRT[2][9]

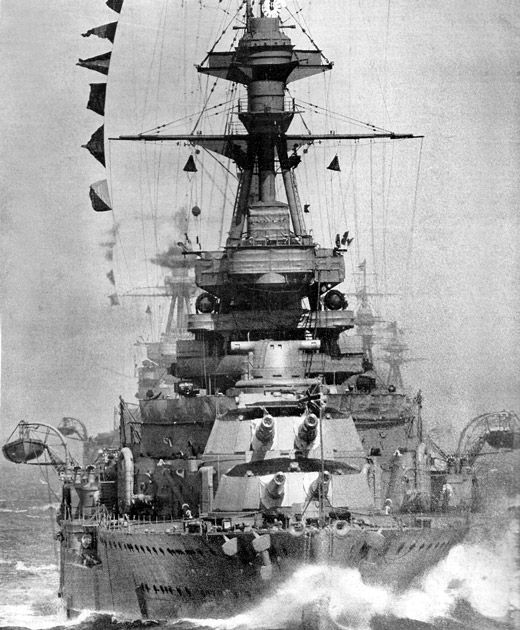
HMS Royal Oak em 1928.

| Data              | Navio                         | Nacionalidade          | Tonelagem | Coordenadas          |
| ----------------- | ----------------------------- | ---------------------- | --------- | -------------------- |
| 5 setembro 1939   | SS Bosnia                     | Reino Unido            | 2 407     | 45° 29′ N, 9° 45′ O  |
| 6 setembro 1939   | SS Rio Claro                  | Reino Unido            | 4 086     | 46° 30′ N, 12° 00′ O |
| 7 setembro 1939   | SS Gartavon                   | Reino Unido            | 1 777     | 47° 04′ N, 11° 32′ O |
| 14 outubro 1939   | HMS Royal Oak                 | Marinha Real Britânica | 29 150    | 58° 55′ N, 2° 59′ O  |
| 28 novembro 1939  | HMS Norfolk (danificado)      | Marinha Real Britânica | 10 035    |                      |
| 5 dezembro 1939   | SS Novasota                   | Reino Unido            | 8 795     | 50° 43′ N, 10° 16′ O |
| 6 dezembro 1939   | MV Britta                     | Noruega                | 6 214     | 49° 19′ N, 5° 35′ O  |
| 7 dezembro 1939   | MV Tajandoen                  | Países Baixos          | 8 159     | 49° 09′ N, 4° 51′ O  |
| 25 março 1940     | SS Britta                     | Danish                 | 1 146     | 60° 00′ N, 4° 19′ O  |
| 14 junho 1940     | SS Balmoralwood               | Reino Unido            | 5 834     | 50° 19′ N, 10° 28′ O |
| 21 junho 1940     | SS San Fernando               | Reino Unido            | 13 056    | 50° 20′ N, 10° 24′ O |
| 24 junho 1940     | SS Cathrine                   | Panamá                 | 1 885     | 50° 08′ N, 14° 00′ O |
| 27 junho 1940     | SS Lenda                      | Noruega                | 4 005     | 50° 12′ N, 13° 18′ O |
| 27 junho 1940     | SS Leticia                    | Países Baixos          | 2 580     | 50° 11′ N, 13° 15′ O |
| 29 junho 1940     | SS Empire Toucan              | Reino Unido            | 4 421     | 49° 20′ N, 13° 52′ O |
| 30 junho 1940     | SS Georgios Kyriakides        | Grécia                 | 4 201     | 50° 25′ N, 14° 33′ O |
| 2 julho 1940      | SS Arandora Star              | Reino Unido            | 15 501    | 55° 20′ N, 10° 33′ O |
| 2 setembro 1940   | SS Ville de Mons              | Bélgica                | 7 463     | 58° 20′ N, 12° 00′ O |
| 4 setembro 1940   | SS Titan                      | Reino Unido            | 9 035     | 58° 14′ N, 15° 50′ O |
| 7 setembro 1940   | SS Neptunian                  | Reino Unido            | 5 155     | 58° 27′ N, 17° 17′ O |
| 7 setembro 1940   | SS José de Larrinaga          | Reino Unido            | 5 303     | 58° 30′ N, 16° 10′ O |
| 7 setembro 1940   | SS Gro                        | Noruega                | 4 211     | 58° 30′ N, 16° 10′ O |
| 9 setembro 1940   | SS Possidon                   | Grécia                 | 3 840     | 56° 43′ N, 9° 16′ O  |
| 21 setembro 1940  | SS Elmbank (danificado)       | Reino Unido            | 5 156     | 55° 20′ N, 22° 30′ O |
| 19 outubro 1940   | SS Uganda                     | Reino Unido            | 4 966     | 56° 35′ N, 17° 15′ O |
| 19 outubro 1940   | MV Shirak (danificado)        | Bélgica                | 6 023     | 57° 00′ N, 16° 53′ O |
| 19 outubro 1940   | SS Wandby                     | Reino Unido            | 4 947     | 56° 45′ N, 17° 07′ O |
| 20 outubro 1940   | MV La Estancia                | Reino Unido            | 5 185     | 57° N, 17° O         |
| 20 outubro 1940   | SS Whitford Point             | Reino Unido            | 5 026     | 56° 38′ N, 16° 00′ O |
| 20 outubro 1940   | MV Athelmonarch (danificado)  | Reino Unido            | 8 995     | 56° 45′ N, 15° 58′ O |
| 8 novembro 1940   | MV Gonçalo Velho (danificado) | Portugal               | 8 995     | 52° 30′ N, 17° 30′ O |
| 2 dezembro 1940   | SS Ville d'Arlon              | Bélgica                | 7 555     | 55° 00′ N, 18° 30′ O |
| 2 dezembro 1940   | MV Conch (danificado)         | Reino Unido            | 8 376     | 55° 40′ N, 19° 00′ O |
| 2 dezembro 1940   | MV Dunsley (danificado)       | Reino Unido            | 8 376     | 54° 41′ N, 18° 41′ O |
| 26 fevereiro 1941 | SS Kasongo                    | Bélgica                | 5 254     | 55° 50′ N, 14° 20′ O |
| 26 fevereiro 1941 | MV Diala (danificado)         | Reino Unido            | 8 106     | 55° 50′ N, 14° 00′ O |
| 26 fevereiro 1941 | MV Rydboholm                  | Suécia                 | 3 197     | 55° 32′ N, 14° 24′ O |
| 26 fevereiro 1941 | MV Borgland                   | Noruega                | 3 636     | 55° 45′ N, 14° 29′ O |
| 28 fevereiro 1941 | SS Holmlea                    | Reino Unido            | 4 233     | 54° 24′ N, 17° 25′ O |
| 7 março 1941      | MV Terje Viken (danificado)   | Reino Unido            | 8 106     | 60° 00′ N, 12° 50′ O |

SS (steam ship) - navio a vapor 
MV (motor vessel) - navio a motor 
HMS (Her Majesty's Ship) - prefixo dos navios pertencentes a Marinha Real Britânica, com o significado de navio de sua Majestade 